# Alfonso Castaneda
Alfonso Castañeda là một đô thị hạng 4 ở tỉnh Nueva Vizcaya, Philippines. Theo điều tra dân số năm 2007, đô thị này có dân số 6.655 người trong 873 hộ.

## Barangay
Alfonso Castaneda được chia thành 6 barangay.
- Abuyo
- Galintuja
- Cauaya
- Lipuga
- Lublub (Poblacion)
- Pelaway